# ʿAbs
ʿAbs (auch Abs, Abbs oder Abbse geschrieben; arabisch عبس, DMG ʿAbs) ist eine Stadt im Gouvernement Haddscha im Nordwesten des Jemen. Die Einwohnerzahl der Stadt belief sich bei der Volkszählung im Jahr 2004 auf 15.568 Personen.

## Lage und Verkehr
ʿAbs liegt auf einer Höhe von etwa 190 Meter in der Küstenebene des Roten Meeres. Aus diesem Grund ist das Klima sehr heiß. Die Entfernung bis zur Küste beträgt knapp 40 Kilometer, die Entfernung zur saudi-arabischen Grenze gut 50 Kilometer.
Die Stadt wird von der küstenparallelen Straße, die von al-Hudaida nach Saudi-Arabien führt, durchquert. Am Westrand der Stadt liegt der Flugplatz ʿAbs.

## Geschichte
Die Region um ʿAbs ist stark betroffen vom Bürgerkrieg im Jemen und der Militärintervention im Jemen seit 2015. Es kommt häufig zu Luftangriffen der Koalition, bei denen auch zivile und medizinische Infrastruktur zerstört wird, wie beispielsweise ein Cholera-Behandlungszentrum im Jahr 2018. Durch großflächige Verwüstung durch den Krieg und starke Preissteigerung von Lebensmitteln ist die Armut stark angestiegen. Unterernährung bei Kindern ist weit verbreitet.